# Ястребиновский сельсовет
Ястребиновский сельсове́т — сельское поселение в Становлянском районе Липецкой области. 
Административный центр — деревня Яркино.

## История
В соответствии с законами Липецкой области №114-оз от 02.07.2004 и №126-оз от 23.09.2004 сельсовет наделён статусом сельского поселения, установлены границы муниципального образования.

## Население
| 2010 | 2012 | 2013 | 2014 | 2015 | 2016 | 2017 |
| ---- | ---- | ---- | ---- | ---- | ---- | ---- |
| 380  | ↘363 | ↘361 | ↘355 | ↗356 | ↗370 | ↘357 |
| 2018 | 2021 |      |      |      |      |      |
| ↘342 | ↘326 |      |      |      |      |      |

## Состав сельского поселения
| № | Населённый пункт  | Тип населённого пункта          | Население |
| - | ----------------- | ------------------------------- | --------- |
| 1 | 386 км            | железнодорожный комбинат        | 16        |
| 2 | Григоровка        | деревня                         | 19        |
| 3 | Климентьево       | деревня                         | 88        |
| 4 | Крутое            | деревня                         | 0         |
| 5 | Яркино            | деревня, административный центр | 257       |
| 6 | Ястребин Колодезь | деревня                         | 0         |

### Упразднённые населённые пункты
Бородиновка — упразднённая в 2001 году деревня.